# Eremophila pungens
Eremophila pungens är en flenörtsväxtart som beskrevs av Chinnock. Eremophila pungens ingår i släktet Eremophila och familjen flenörtsväxter. Inga underarter finns listade i Catalogue of Life.